# PGC 213813
LEDA/PGC 213813 ist eine Galaxie im Sternbild Löwe an der Ekliptik, die schätzungsweise 634 Millionen Lichtjahre von der Milchstraße entfernt ist.
Im selben Himmelsareal befindet sich u. a. die Galaxie NGC 3630 und NGC 3647.